# Admiraloberstabsarzt (Bundeswehr)
Admiraloberstabsarzt (dobesedno nemško Admiralnadštabnizdravnik; okrajšava: AdmOStArzt; kratica: ADMOSA) je specialistični admiralski čin za sanitetne častnike zdravniške oz. zobozdravstene izobrazbe v Bundesmarine (v sklopu Bundeswehra). Čin je enakovreden činu generalporočnika in Generaloberstabsarzta (Heer in Luftwaffe) in činu viceadmirala (Marine).
Nadrejen je činu Admiralstabsarzta. V sklopu Natovega STANAG 2116 spada v razred OF-8, medtem ko v zveznem plačilnem sistemu sodi v razred B9.

## Oznaka čina
Oznaka čina je enaka oznaki čina viceadmirala, pri čemer ima na vrh oznake dodano še oznako specializacije: Eskulapova palica (dvakrat ovita kača okoli palice).
Galerija
- Narokavna oznaka - zdravnik